# Iryanthera
Iryanthera é um género botânico pertencente à família Myristicaceae.